# Rewind, Replay, Rebound
Rewind, Replay, Rebound er det syvende studiealbum fra den danske metalgruppe Volbeat, der udkom den 2. august 2019. Det er det første album med bassisten Kaspar Boye Larsen som overtog efter Anders Kjølholm.

## Baggrund
I et interview med Blabbermouth.net udtalte forsangeren Michael Poulsen, at "Hele pointen for os med at gå i studiet er, at vi stadig har noget at bevise - ikke kun for vores fans, men hovedsageligt overfro os selv.

## Udgivelse
Den 10. maj 2019 udgav bandet en single, "Parasite", på blot 38 sekunder. Ekstra Bladets anmelder gav den kun to ud af seks stjerner.
Den 15. maj 2019 annoncerede bandet, at albummet ville udkomme den 2. august samme år. Sammen med annonceringen afslørede de navnet, som blev Rewind, Replay, Rebound og tracklisten, som indeholdt 14 numre i den normale udgave og 22 numre i en deluxe dobbelt CD-udgave. Desuden offentliggjorde bandet en ny sang med tilhørende musikvideo kaldet "Leviathan".
Dem anden single fra albummet, "Last Day Under the Sun", blev udgivet den 13. juni 2019.

## Spor
| 1.  | "Last Day Under The Sun"                   |  |      |
| 2.  | "Pelvis On Fire"                           |  |      |
| 3.  | "Rewind The Exit"                          |  |      |
| 4.  | "Die To Live" (featuring Neil Fallon)      |  |      |
| 5.  | "When We Were Kids"                        |  |      |
| 6.  | "Sorry Sack of Bones"                      |  |      |
| 7.  | "Cloud 9"                                  |  |      |
| 8.  | "Cheapside Sloggers" (featuring Gary Holt) |  |      |
| 9.  | "Maybe I Believe"                          |  |      |
| 10. | "Parasite"                                 |  | 0:40 |
| 11. | "Leviathan"                                |  | 4:41 |
| 12. | "The Awakening of Bonnie Parker"           |  |      |
| 13. | "The Everlasting"                          |  |      |
| 14. | "7:24"                                     |  |      |

| 14. | "Under The Influence"           |  |
| 15. | "Immortal But Destructible"     |  |
| 16. | "Die To Live"                   |  |
| 17. | "Last Day Under The Sun" (Demo) |  |
| 18. | "Rewind The Exit" (Demo)        |  |
| 19. | "When We Were Kids" (Demo)      |  |
| 20. | "Maybe I Believe" (Demo)        |  |
| 21. | "Leviathan" (Demo)              |  |

## Personel
Kreditering fra albumnoterne på Rewind, Replay, Rebound.
Volbeat
- Michael Poulsen – vokal, guitar, producer
- Jon Larsen – trommer
- Rob Caggiano – lead guitar, rytme guitar, akustisk guitar, recording, engineer
- Kaspar Boye Larsen – bas

Yderligere musikere
- Doug Corcoran	– saxofone (spor 4)
- Neil Fallon – gæstevokal (spor 4)
- The Harlem Gospel Choir – baggrundsvokal (spor 1, 9)
- Gary Holt – gæste guitarsolo (spor 8)
- Jacob Hansen – baggrundsvokal (track 8)
- Mia Maja – baggrundsvokal (spor 3, 5, 7, 12, 14)
- Raynier Jacob Jacildo – klaver (spor 4)
- Francesco Ferrini – strygearrangement (spor 5)
- Bryan Russell – orgel (spor 7)
- Martin Pagaard Wolff – akustisk og yderligere elektriske guitare (spor 14)

Produktion
- Jacob Hansen – producer, recording, engineer
- Bryan Russell – recording, engineer
- Bob Ludwig – mastering
- Tue Bayer – guitartekniker
- Jerry Carillo – guitartekniker
- Pete Abdou – trommetekniker

Billeder
- Ross Halfin – bandfoto
- Karsten Sand – illustrationer
- Dan Scudamore – coverbillede
- Henrik Siegel – grafisk design

## Modtagelse
Rewind, Replay, Rebound modtog hovedsageligt positive anmeldelser. På Metacritic, der giver en normaliseret rating fra 0-100 baseret på anmeldelser fra andre anmeldere, modtog albummet et vægtet gennemsnit på 67 baseret på fire anmeldelser.
Loudwire listede det som et af de 50 bedste rockalbums fra 2019.
Hele den danske presse boykottede albummet, fordi to medier ved en koncert i 2017 i Parken ikke var blevet akkrediteret af bandet, så de kunne anmeldele koncerten på lige fod med de øvrige journalister.

## Hitlister
| Hitliste(2019)                     | Højeste placering |
| ---------------------------------- | ----------------- |
| Australian Digital Albums (ARIA)   | 24                |
| Østrig (Ö3 Austria)                | 1                 |
| Belgien (Ultratop Flanderen)       | 1                 |
| Belgien (Ultratop Vallonien)       | 9                 |
| Canadiske Albummer (Billboard)     | 8                 |
| Danmark (Album Top-40)             | 2                 |
| Holland (Album Top 100)            | 3                 |
| Finland (Musiikkituottajat)        | 3                 |
| French Albums (SNEP)               | 62                |
| Tyskland (Offizielle Top 100)      | 1                 |
| Ungarn (MAHASZ)                    | 12                |
| Italian Albums (FIMI)              | 57                |
| Norge (VG-lista)                   | 3                 |
| Polen (ZPAV)                       | 17                |
| Skotland (OCC)                     |                   |
| Spanish Albums (PROMUSICAE)        | 7                 |
| Swedish Albums (Sverigetopplistan) | 4                 |
| Schweiz (Schweizer Hitparade)      | 1                 |
| Storbritannien (OCC)               | 7                 |
| US Billboard 200                   | 27                |

| Hitliste (2019)                    | Placering |
| ---------------------------------- | --------- |
| Austrian Albums (Ö3 Austria)       | 18        |
| Belgian Albums (Ultratop Flanders) | 88        |
| Danish Albums (Hitlisten)          | 55        |
| German Albums (Offizielle Top 100) | 9         |
| Swiss Albums (Schweizer Hitparade) | 39        |

| Hitliste (2021)              | Placering |
| ---------------------------- | --------- |
| Austrian Albums (Ö3 Austria) | 73        |